# MAC-11
A MAC-11 (Military Armament Corporation Model 11) é uma pistola automática desenvolvida pelo projetista de armas americano Gordon B. Ingram na Military Armament Corporation (MAC) nos anos 1970 em Powder Springs, Geórgia, nos Estados Unidos. A arma se trata de uma versão subcompacta da Model 10 (MAC-10) e possui câmara para o cartucho menor .380 ACP.
Esta arma às vezes é confundida com o Sylvia & Wayne Daniels M-11/9, seu sucessor, o Leinad PM-11, ou o Vulcan M-11-9, ambos variantes posteriores do MAC com câmara para o cartucho 9mm Parabellum. Cobray também fez uma variante de .380 ACP denominada M12.

## Projeto

### Operação
Como a M-10 maior, a M-11 tem mira de ferro com a alça de mira soldada ao receptáculo. Essas miras são para uso com a coronha dobrável, pois usá-las sem a coronha é quase inútil por causa do salto inicial da arma devido ao seu projeto pesado e de ferrolho aberto. A M-11A1 também possui dois recursos de segurança que também são encontrados no Modelo 10A1. A alavanca de manejo gira 90 graus para travar o ferrolho na posição para frente, evitando assim que a arma seja engatilhada. A segunda segurança é um controle deslizante que é empurrado para frente para travar o gatilho, que por sua vez fixa o ferrolho na posição traseira (armada). Isso evita que a arma descarregue mesmo quando cai, o que não é incomum em um projeto de ferrolho aberto.

### Desempenho
A cadência de tiro da M-11A1 é uma das maiores reclamações sobre a arma de fogo. Listada como 1.200 tiros por minuto, a alta cadência cíclica da MAC-11 é capaz de esvaziar todo o carregador de 32 tiros em cerca de dois segundos, o que muitos operadores consideram uma desvantagem. É necessária extrema disciplina no disparo para disparar rajadas curtas, necessárias para a eficácia no combate. Sem o treinamento adequado, a tendência natural do atirador inexperiente é manter pressionado o gatilho, descarregando todo o carregador, muitas vezes com pouca precisão devido ao recuo. A cadência de tiro também varia dependendo do peso das balas utilizadas. A arma também possui uma chave seletora que permite disparar apenas um tiro por vez no modo semiautomático.
Observando a baixa precisão da arma, na década de 1970, o pesquisador de armas da Associação Internacional de Chefes de Polícia, David Steele, descreveu a série MAC como "adequada apenas para combate em uma cabine telefônica".
A M-11 é a versão menos comum na família de armas de fogo MAC.

### Supressor
Um supressor específico foi desenvolvido para a MAC-11, que usava lenços como defletores, em vez dos defletores reflexos que Mitchell WerBell III criou para a MAC-10. Embora os lenços umedecidos sejam menos duráveis que os defletores reflexivos, eles tiveram a vantagem de serem mais silenciosos para a MAC-11. O supressor tem 224 mm de comprimento e é revestido com Nomex, um material resistente ao calor.

## Fabricantes
As submetralhadoras e pistolas semiautomáticas do tipo MAC foram fabricadas pela primeira vez pela Military Armament Corporation e, mais tarde, pela RPB Inc., Cobray (mais tarde chamada Leinad, depois Sylvia/Wayne Daniel Inc.), Jersey Arms, MasterPiece Arms e Vulcan.

## Operadores
- Argentina: Em 1972, 20 foram adquiridas para serviços policiais e de inteligência. Outras 24 foram adquiridas para o Exército e a Força Aérea em 1973.[12]
- Brasil: SWD M11/9 anteriormente usada pela GRUMEC.[13]
- Colômbia: 25 adquiridas pelas forças policiais na década de 1970[14]
- Chile: Cobray M11/9 anteriormente usada por forças especiais[15]
- República Dominicana[16]
- Guatemala: 135 adquiridas para forças policiais em 1973[17]
- Haiti[18]
- Coreia do Sul: 28 adquiridas para forças especiais na década de 1970[19]
- Eslovênia[20]
- Venezuela: Conhecida por ser utilizada pelo Cuerpo de Investigaciones Científicas Penales y Criminalísticas (Corpo de Investigações Científicas Penais e Criminais).[21]

### Operadores não estatais
- Forças Libanesas[22]